# Brťov-Jeneč
Brťov-Jeneč è un comune della Repubblica Ceca facente parte del distretto di Blansko, in Moravia Meridionale.